# Peršaves
Peršaves – wieś w Chorwacji, w żupanii krapińsko-zagorskiej, w gminie Mače. W 2011 roku liczyła 323 mieszkańców.